# Sci alpino ai XX Giochi olimpici invernali - Slalom gigante femminile
Tra le competizioni dello sci alpino ai XX Giochi olimpici invernali di Torino 2006 lo slalom gigante femminile si disputò venerdì 24 febbraio a Sestriere Colle di Sestriere; la statunitense Julia Mancuso vinse la medaglia d'oro, la finlandese Tanja Poutiainen quella d'argento e la svedese Anna Ottosson quella di bronzo.
Detentrice uscente del titolo era la croata Janica Kostelić, che aveva vinto la gara dei XIX Giochi olimpici invernali di Salt Lake City 2002 disputata sul tracciato di Park City precedendo la svedese Anja Pärson (medaglia d'argento) e la svizzera Sonja Nef (medaglia di bronzo); la campionessa mondiale in carica era la Pärson, vincitrice a Bormio/Santa Caterina Valfurva 2005 davanti alla Poutiainen e alla Mancuso.

## Risultati
| Pos. | Atleta                     | Nazione              | Tempo 1ª manche | Tempo 2ª manche | Tempo totale | Distacco |
| ---- | -------------------------- | -------------------- | --------------- | --------------- | ------------ | -------- |
| 1    | Julia Mancuso              | Stati Uniti          | 1:00,89         | 1:08,30         | 2:09,19      |          |
| 2    | Tanja Poutiainen           | Finlandia            | 1:01,21         | 1:08,65         | 2:09,86      | +0,67    |
| 3    | Anna Ottosson              | Svezia               | 1:02,04         | 1:08,29         | 2:10,33      | +1,14    |
| 4    | Nicole Hosp                | Austria              | 1:01,26         | 1:09,40         | 2:10,66      | +1,47    |
| 5    | Geneviève Simard           | Canada               | 1:01,47         | 1:09,26         | 2:10,73      | +1,54    |
| 6    | Anja Pärson                | Svezia               | 1:01,07         | 1:09,89         | 2:10,96      | +1,77    |
| 7    | Kathrin Zettel             | Austria              | 1:01,95         | 1:09,40         | 2:11,35      | +2,16    |
| 8    | Nadia Fanchini             | Italia               | 1:01,77         | 1:09,69         | 2:11,46      | +2,27    |
| 9    | Ana Drev                   | Slovenia             | 1:02,45         | 1:09,22         | 2:11,67      | +2,48    |
| 10   | Maria Pietilä Holmner      | Svezia               | 1:02,00         | 1:09,69         | 2:11,69      | +2,50    |
| 11   | Brigitte Acton             | Canada               | 1:02,07         | 1:09,64         | 2:11,71      | +2,52    |
| 12   | Tina Maze                  | Slovenia             | 1:01,97         | 1:09,86         | 2:11,83      | +2,64    |
| 13   | María José Rienda          | Spagna               | 1:02,28         | 1:09,85         | 2:12,13      | +2,94    |
| 14   | Karen Putzer               | Italia               | 1:02,46         | 1:10,01         | 2:12,47      | +3,28    |
| 15   | Martina Ertl               | Germania             | 1:01,44         | 1:11,10         | 2:12,54      | +3,35    |
| 16   | Fränzi Aufdenblatten       | Svizzera             | 1:03,46         | 1:09,16         | 2:12,62      | +3,43    |
| 17   | Marlies Schild             | Austria              | 1:02,68         | 1:10,59         | 2:13,27      | +4,08    |
| 18   | Jessica Lindell Vikarby    | Svezia               | 1:02,12         | 1:11,24         | 2:13,36      | +4,17    |
| 19   | Nika Fleiss                | Croazia              | 1:03,27         | 1:10,16         | 2:13,43      | +4,24    |
| 20   | Carolina Ruiz              | Spagna               | 1:03,18         | 1:10,36         | 2:13,54      | +4,35    |
| 21   | Ingrid Jacquemod           | Francia              | 1:02,56         | 1:11;49         | 2:14,05      | +4,86    |
| 22   | Chemmy Alcott              | Regno Unito          | 1:04,47         | 1:09,95         | 2:14,42      | +5,23    |
| 23   | Stacey Cook                | Stati Uniti          | 1:03,35         | 1:11,09         | 2:14,44      | +5,25    |
| 24   | Nadia Styger               | Svizzera             | 1:01,87         | 1:12,58         | 2:14,45      | +5,26    |
| 25   | Dagmara Krzyżyńska         | Polonia              | 1:03,86         | 1:12,05         | 2:15,91      | +6,72    |
| 26   | Noriyo Hiroi               | Giappone             | 1:04,63         | 1:12,03         | 2:16,66      | +7,47    |
| 27   | Petra Zakouřilová          | Rep. Ceca            | 1:03,93         | 1:13,07         | 2:17,00      | +7,81    |
| 28   | Eva Hučková                | Slovacchia           | 1:05,24         | 1:13,07         | 2:18,31      | +9,12    |
| 29   | Soňa Maculová              | Slovacchia           | 1:05,77         | 1:12,84         | 2:18,61      | +9,42    |
| 30   | Jelena Lolović             | Serbia e Montenegro  | 1:05,00         | 1:13,84         | 2:18,84      | +9,65    |
| 31   | Macarena Simari Birkner    | Argentina            | 1:05,81         | 1:13,62         | 2:19,43      | +10,24   |
| 32   | Kirsten McGarry            | Irlanda              | 1:08,19         | 1:14,68         | 2:22,87      | +13,68   |
| 33   | O Jae-eun                  | Corea del Sud        | 1:08,22         | 1:16,25         | 2:24,47      | +15,28   |
| 34   | Tiiu Nurmberg              | Estonia              | 1:08,39         | 1:16,70         | 2:25,09      | +15,90   |
| 35   | Julija Siparenko           | Ucraina              | 1:10,43         | 1:15,50         | 2:25,93      | +16,74   |
| 36   | Vera Eremenko              | Kazakistan           | 1:10,32         | 1:19,43         | 2:29,75      | +20,56   |
| 37   | Duygu Ulusoy               | Turchia              | 1:11,43         | 1:19,38         | 2:30,81      | +21,62   |
| 38   | Dong Jinzhi                | Cina                 | 1:11,61         | 1:24,11         | 2:35,72      | +26,53   |
| 39   | Magdalini Kalomirou        | Grecia               | 1:15,28         | 1:21,17         | 2:36,45      | +27,26   |
| 40   | Ivana Ivčevska             | Macedonia            | 1:13,89         | 1:23,47         | 2:37,36      | +28,17   |
| 41   | Réka Tuss                  | Ungheria             | 1:16,12         | 1:23,70         | 2:39,82      | +30,63   |
| 42   | Neha Ahuja                 | India                | 1:15,59         | 1:25,72         | 2:41,31      | +32,12   |
| 43   | Mirella Arnhold            | Brasile              | 1:20,17         | 1:29,00         | 2:49,17      | +39,98   |
|      | Sarah Schleper             | Stati Uniti          | 1:02,01         | DNF             |              |          |
|      | Michaela Kirchgasser       | Austria              | 1:02,22         | DNF             |              |          |
|      | Denise Karbon              | Italia               | 1:02,90         | DNF             |              |          |
|      | Annemarie Gerg             | Germania             | 1:03,04         | DNF             |              |          |
|      | Lucie Hrstková             | Rep. Ceca            | 1:03,21         | DNF             |              |          |
|      | Šárka Záhrobská            | Rep. Ceca            | 1:03,61         | DNF             |              |          |
|      | Ana Jelušić                | Croazia              | 1:05,19         | DNF             |              |          |
|      | Matea Ferk                 | Croazia              | 1:06,67         | DNF             |              |          |
|      | Jana Gantnerová            | Slovacchia           | 1:06,73         | DNF             |              |          |
|      | Chirine Njeim              | Libano               | 1:06,80         | DNF             |              |          |
|      | Bianca Narea               | Romania              | 1:10,89         | DNF             |              |          |
|      | Manuela Mölgg              | Italia               | DNF             |                 |              |          |
|      | Christina Lustenberger     | Canada               | DNF             |                 |              |          |
|      | María Belén Simari Birkner | Argentina            | DNF             |                 |              |          |
|      | Alexandra Coletti          | Monaco               | DNF             |                 |              |          |
|      | Nicola Campbell            | Nuova Zelanda        | DNF             |                 |              |          |
|      | Dagný Kristjánsdóttir      | Islanda              | DNF             |                 |              |          |
|      | Erika McLeod               | Nuova Zelanda        | DNF             |                 |              |          |
|      | Olesja Alieva              | Russia               | DSQ             |                 |              |          |
|      | Janica Kostelić            | Croazia              | DNS             |                 |              |          |
|      | Lindsey Vonn               | Stati Uniti          | DNS             |                 |              |          |
|      | Mojca Rataj                | Bosnia ed Erzegovina | DNS             |                 |              |          |

Legenda:

DNF = prova non completata

DSQ = squalificata

DNS = non partita

Pos. = posizione
1ª manche:

Ore: 9.30 (UTC+1)

Pista: Sises

Partenza: 2 370 m s.l.m.

Arrivo: 2 030 m s.l.m.

Dislivello: 340 m

Porte: 40

Tracciatore: Janez Slivnik (Slovenia)
2ª manche:

Ore: 13.00 (UTC+1)

Pista: Sises

Partenza: 2 370 m s.l.m.

Arrivo: 2 030 m s.l.m.

Dislivello: 340 m

Porte: 

Tracciatore: Ante Kostelić (Croazia)